# 一遍

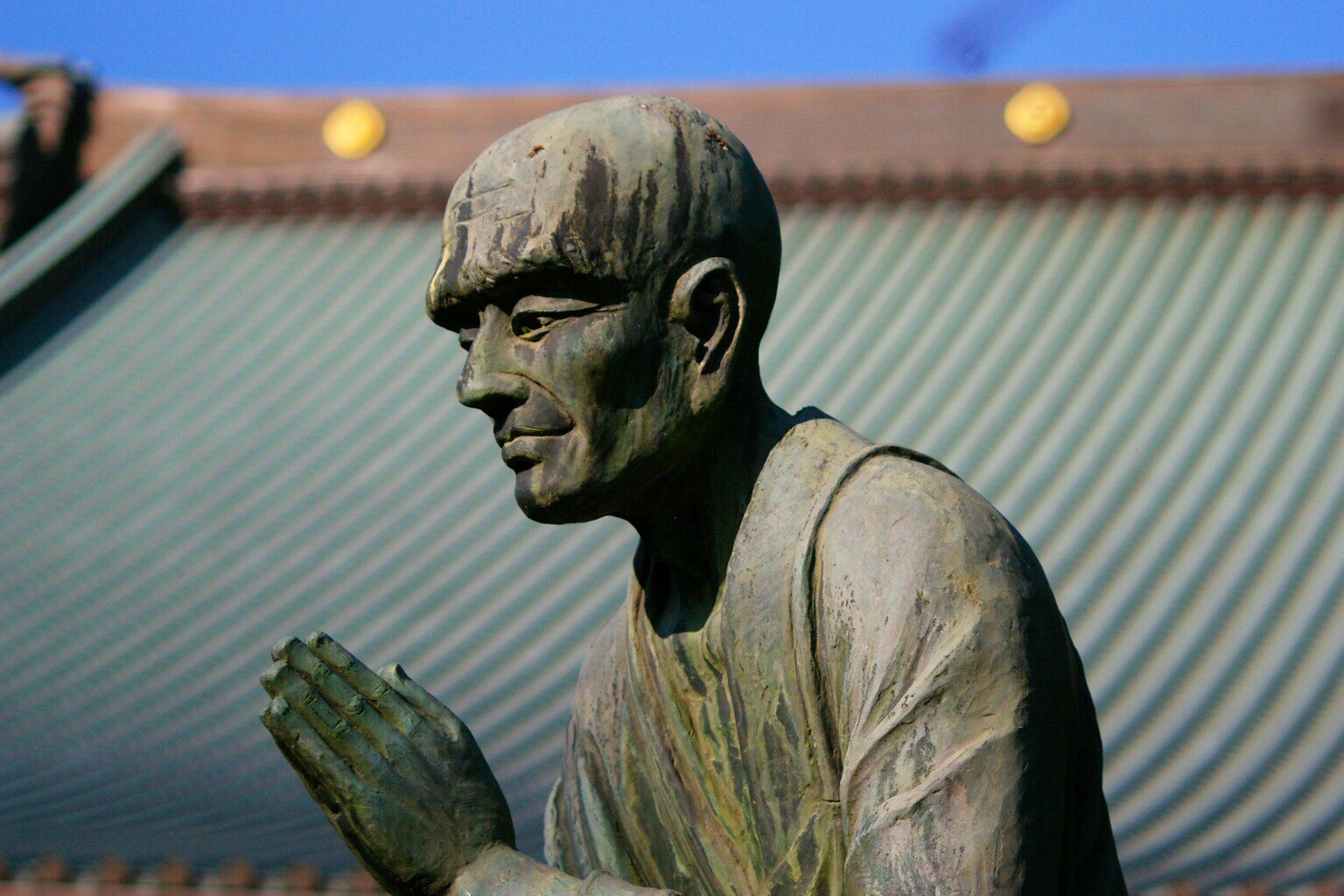
一遍

一遍（いっぺん，1239年—1289年），日本鎌倉時代中期僧侶，淨土宗下時宗之開祖。出生於伊予國（愛媛縣）。法諱「智真」。尊稱「一遍上人」、「遊行上人」、「捨聖」。諡號「圓照大師」、「証誠大師」，有《一遍聖繪》存世。

## 略歷
延應元年（1239年），出生於伊予國（現在的愛媛縣）。幼名松壽丸。10歲在天台宗繼教寺出家，法名隨緣。建長3年（1251年），13歳之時，移到大宰府，在法然之孫弟子聖達之下學習淨土宗西山義。此時法名智真。文永8年（1271年），在信濃善光寺、伊予岩屋寺等寺修行。文永11年（1274年），在四天王寺（摂津國）、高野山（紀伊國）等各地修行。在紀伊熊野本宮參籠之時，開始稱為一遍。建治2年（1276年），在九州各地念佛勸進。
在各地行腳之中，弘安2年（1279年），開始在信濃國踊念佛。踊念佛是仿效尊敬的市聖空也。弘安3年（1280年），巡迴陸奧國松島、平泉、常陸國、武藏國。弘安7年（1284年），上洛，在京都各地踊念佛。弘安9年（1286年），訪四天王寺，參拜聖德太子廟、當麻寺、石清水八幡宮。弘安10年（1287年），經書寫山在播磨國行腳，又西行參拜嚴島神社。
正應2年（1289年），逝於摂津兵庫津之觀音堂（後之真光寺），享年51歲。

## 外部連結
- 一遍上人絵伝（页面存档备份，存于）